# Давньоримська кухня

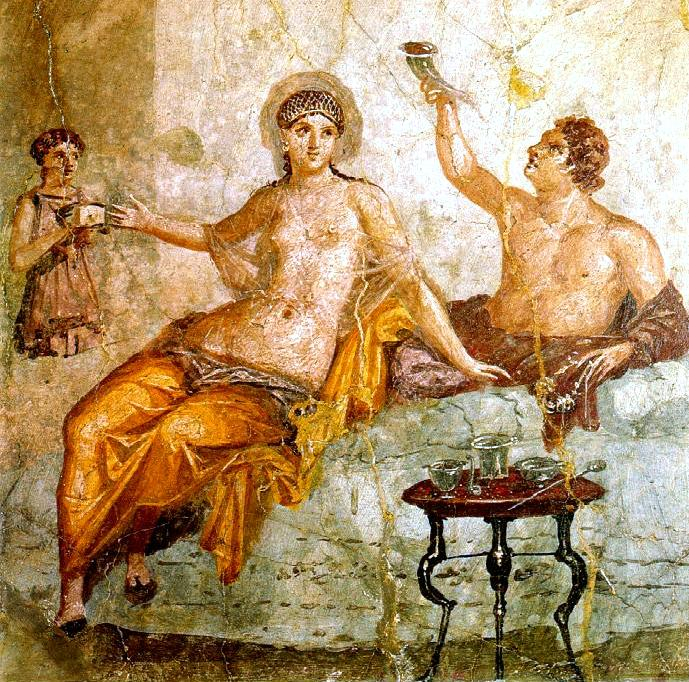
Фреска з Геркуланума

Мистецтво приготування їжі за весь час існування Риму перебувало під впливом грецької культури, потім розширення імперії сприяло розвитку технік приготування страв римської кухні і столових традицій. Продукти харчування селянина і сенатора, міського ремісника і розбагатілого колишнього раба відрізнялися один від одного, як і культура споживання їжі.

## Прийоми їжі

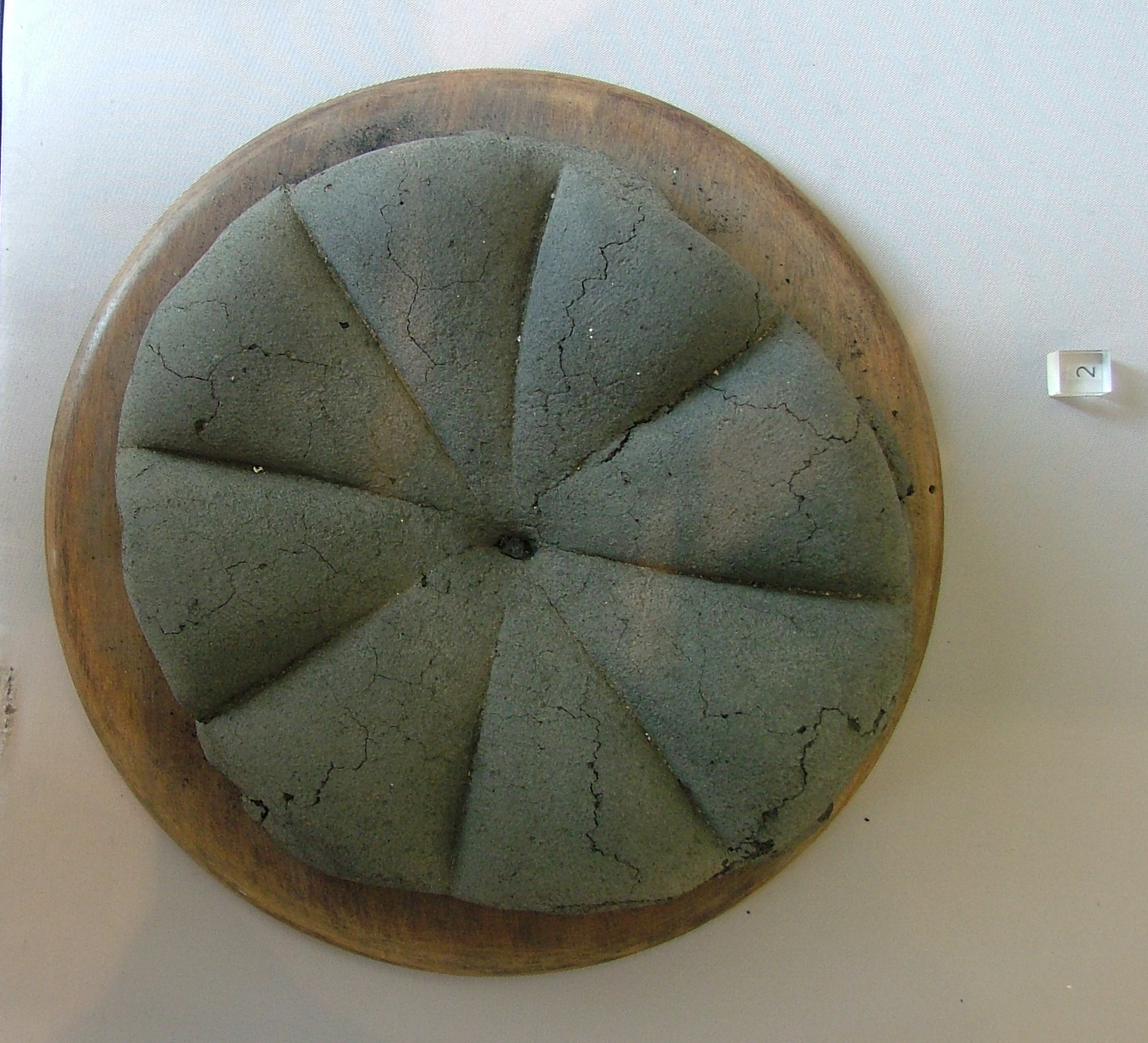
Хліб з Помпеїв

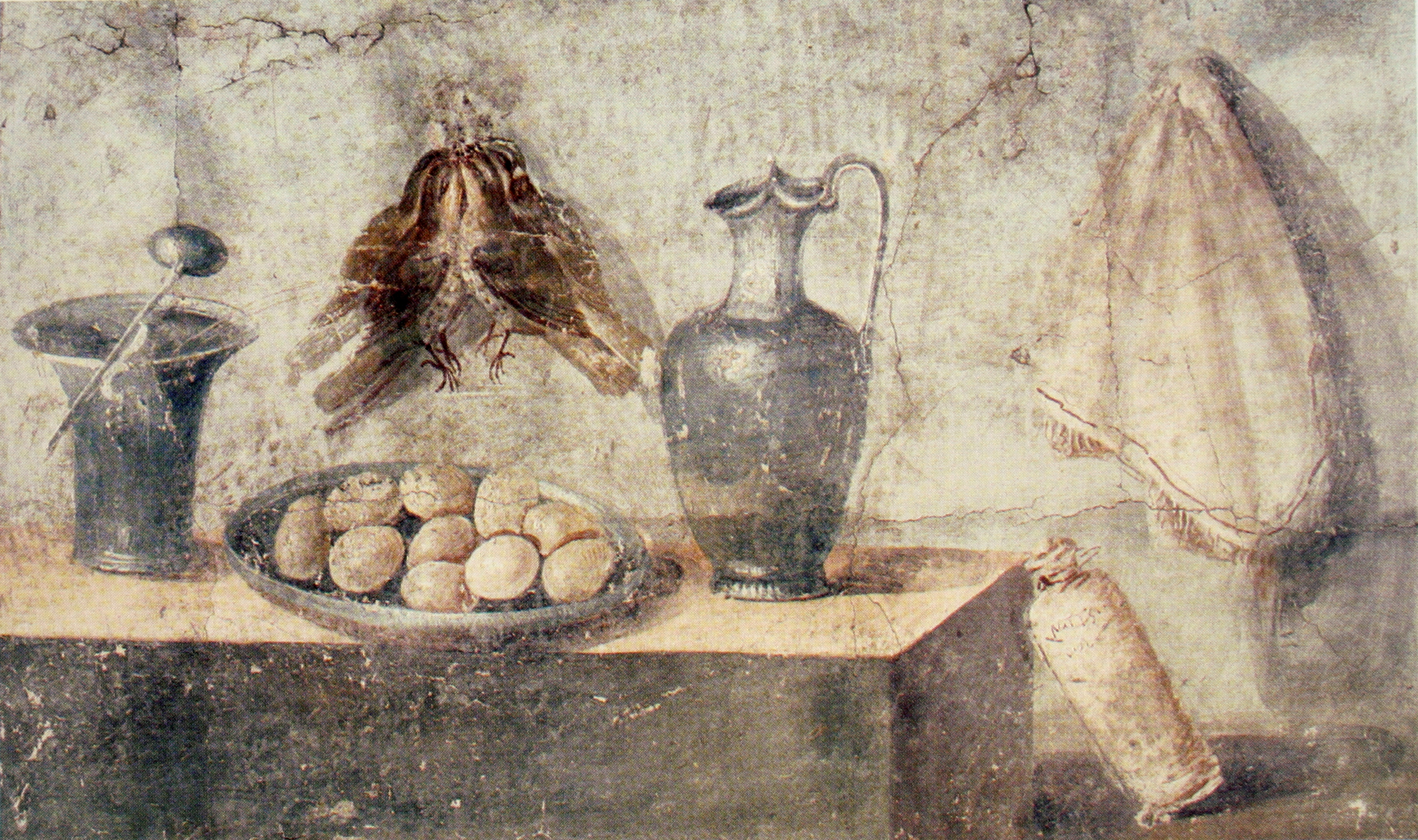

Вранці подавався сніданок, опівдні (лат. ientaculum/iantaculum) — другий сніданок (лат. prandium), після полудня відбувався головний прийом їжі — cena, і ввечері — vesperna. У нижчих класів зберігалася традиція всіх прийомів їжі, що скоріше відповідало потребам людини, що працює. Тим часом римляни також влаштовували легкий перекус — merenda — раніше так називалася вечірня трапеза рабів, згодом всяке прийняття їжі без особливих приготувань.

### Сніданок
Сніданок (ientaculum) був найлегшим прийомом їжі дня римлянина. Сніданок залежав від виду роботи, розпорядку дня і соціального стану римлянина. Зазвичай він проходив між 8–9 годинами ранку. Спершу на сніданок їли схожі на хліб коржі зі спельтою. До хліба подавали сирну суміш з приправами. З початком нашої ери пшеничний хліб поступово замінив колишні коржі. У заможних римлян на сніданок були також яйця, сир, мед. З напоїв на сніданок була вода, зрідка молоко і вино. Часто подавали фрукти.

### Обід
Легкий обід (prandium) відбувався о 12–13 годині. В цей час здебільшого подавали хліб та холодні закуски, такі як шинка, оливки, сир, гриби, овочі та фрукти, горіхи. Обід був різноманітнішим, ніж сніданок, але для римлян не мав центрального значення, тому деякі римляни навіть їли його стоячи, а не за столом. Іноді розігрівалася їжа, що залишилася з вечері. З напоїв подавалося вино з медом. Після обіду починалася сієста тривалістю 1–2 години.

### Вечеря
У заможних римлян було прийнято залагоджувати усі справи до обіду. Після нього завершувалися останні справи у місті. Потім римляни йшли до лазні і між 14–16 годинами починалася вечеря (cena). Цей прийом їжі зазвичай був найдовшим за часом. Тривалість вечері та перелік страв залежали не тільки від особистого смаку римлян, але й від суспільного положення. Особливо різноманітними були страви, які подавалися на звану вечерю. Якщо вечеря проходила у сімейному колі, то на неї також запрошувалися добрі друзі або близькі знайомі. У такому випадку їжа була простішою і складалася з гарячих м'ясних чи рибних страв, закусок, овочів.
За часів царів і ранньої республіки вечеря була, здебільшого, дуже простою, а головною і часто єдиною стравою були зернові каші. Така каша складалася з води і жиру, а також овочів (в основному з капусти). Заможніші люди їли кашу з яйцями, сиром і медом. Іноді в неї додавали м'ясо чи рибу.
У республіканський період вечеря середнього і вищого стану складалася з двох частин: з головної страви і десерту з фруктами та овочами, а за часів імперії вже з трьох частин (лат. tria fercula): закуски, головної страви і десерту.
Фрукти в кислому соусі та овочі, такі як оливки, цибуля, огірки, дині, каперси та крес-салат називалися acetaria; вважалося що вони викликають апетит. Як закуску подавали також гриби, особливо мухомори, білі, печериці, трюфелі. Вживали в їжу також тушкованих чи засолених равликів, молюсків у сирому або вареному вигляді, морських їжаків і невелику рибу. Наприкінці республіки були популярні невеликі тварини, наприклад, вовчки, яких вирощували в спеціальних огорожах, гліраріях (латиною вовчок — Glis). Також вирощувалися дрібні птахи, наприклад, чикотень, який подавався цілим або фаршированим.
Головна страва
Перед mensa prima (також називалося caput cenae) також могли влаштувати ще один прийом їжі, при якому дуже важливою була декорація.
Основні види м'яса:
- Яловичина була непопулярна в кухні гурманів, оскільки корів використовували для тяжких робіт в господарстві, а тому вони мали жорстке м'ясо. Однак при багатьох археологічних розкопках були знайдені залишки забитих корів. Очевидно, прості люди були не такі вибагливі.
- Свинина була дуже популярна. У їжу споживалися всі частини, навіть незвичні, як на сьогоднішній смак — наприклад, вим'я і матка молодих свиней вважалися делікатесом.
- Популярною була птиця. Особливо дорогим і смачним вважалася фуа-гра — печінка вгодованого гусака. Для гурманів готувався каплун і молоді курки. Попит на курятину був настільки великим, що під Римом та деякими іншими великими містами влаштовували спеціальні ферми на зразок сучасних птахофабрик.
- Ковбаси (лат. farcimen) виготовлялися з яловичини або свинини за численними рецептами. Особливо поширений був простий botulus, кров'яна ковбаса, яку продавали на вулицях. Найпопулярніший вид ковбаси був Lucanicae (Луканська ковбаса), щедро приправлена спеціями і копчена свиняча ковбаса[4]. Схожі рецепти приготування застосовуються і сьогодні. Така ковбаса була привезена солдатами з південної Італії в Рим[5]. Для незвичного ефекту свиней начиняли ковбасками та фруктами, готували на грилі цілі туші. Така свиня називалася троянською — porcus Troianus. Досить популярною була страва тетрафармакон, що складалася з 4 видів м'яса — фазана, вимені дикої свині, окістя і хрусткого пирога (?). Вона була улюбленою в імператорів Адріана, Луція Елія Вера Цезаря, Александра Севера (?).
- Розводили також зайців та кроликів, хоча зайчатина коштувала вчетверо дорожче за кролятину і вважалася делікатесом.

Подавали до столу й рибу. Розводити її намагалися в прісноводних і солоних ставках. Особливим делікатесом вважалися барабулька, вона навіть якийсь час вважалася втіленням розкоші, насамперед тому, що її луска змінювала колір на червоний коли риба гинула. Тому її іноді готували прямо на столі, аби було видно як змінюється колір риби. Зберігся також рецепт, в якому це відбувається в соусі гарум. На початку імперії ця традиція вийшла з моди, тому в Cena Trimalchionis Петронія таке готування видається ознакою вихідця з низів, який наводить тугу на гостей, немодним вже видовищем вмираючої риби.
Гарніру в сучасному розумінні не існувало, проте широко вживався хліб. Тільки бідняки, які не мали печей, як і раніше їли кашу puls. Хліб дуже швидко став популярним, зросла кількість сортів, а з 270 року до н. е. в Римі з'явилися громадські пекарні.
До різних страв подавався соус гарум. Прянощі (особливо перець) імпортувалися і охоче застосовувалися.

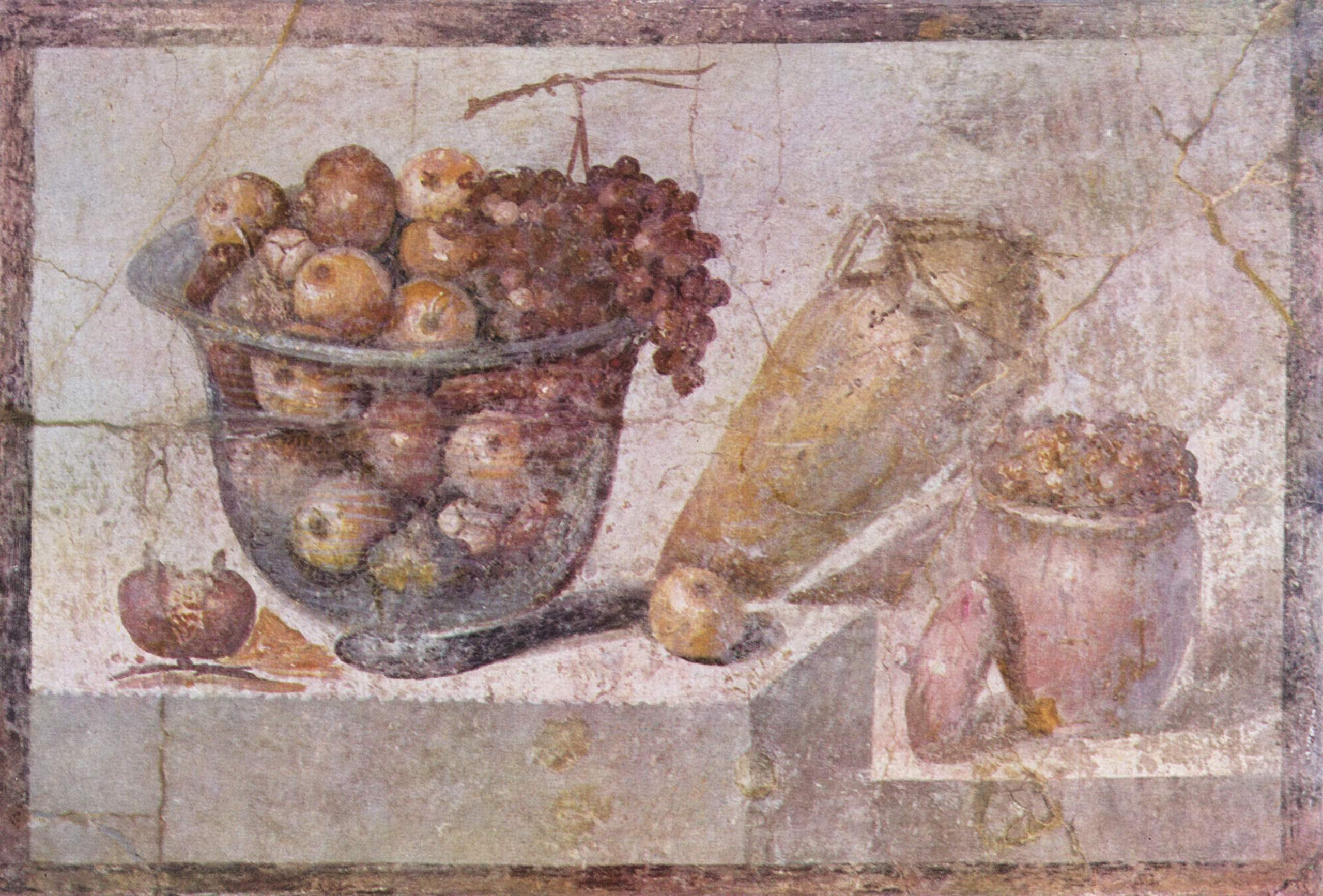

Інша дуже популярна приправа — сильфій (лазер). Власний смак овочів і м'яса перебивався гарумом і різними приправами.
Десерт (mensae secundae) подавався в кінці вечері. Це були перш за все фрукти, особливо виноград (свіжий чи родзинки). У їжу вживалися фініки, інжир, гранат, айва, різні сорти яблук і абрикос. Устриці, що вживались як десерт, з часом стали частиною закусок. Важливу роль грали пироги, які часто виготовлялися із пшеничного борошна з медом.

## Культура прийняття їжі
Багаті римляни перебували під впливом грецьких традицій. Із зростанням добробуту їжа ставала більш різноманітною. Самі продукти харчування не стояли в центрі уваги, чим менше поживних речовин в було в стравах, за поданнями древніх римлян, тим придатнішими вони здавалися римським гурманам. Особлива увага приділялася також травленню.
За столом носили зручний одяг, (лат. vestis cenatoria), їли в окремій кімнаті, яку пізніше стали назвати триклінієм. Біля столу лежали на спеціальних диванах, (лат. triclinaris). Навколо столу (лат. mensa) стояли три дивани (кожен з котрих призначався для не більше трьох осіб, в доімперскій період тільки чоловіків) у формі підкови. Голова була спрямована у бік столу, лівий лікоть спирався на подушку, а ноги лежали на зовнішній стороні дивана. Матрони, а також гості, яким не вистачило місце на диванах, сиділи на стільцях, раби часто весь час стояли.
Перед вечерею мили руки. Їли руками, а також використовувалися два види ложок: велика ложка (лат. ligula) і маленька (лат. cochlear), яка також виконувала функції сучасної виделки. Біля столу великі шматки розрізали / обробляли, дрібні можна було брати з мисок і підносів. Після кожної страви руки знову мили. Застосовувалися також свого роду серветки — (лат. mappae) для витирання рота.
Під час вечері виступали музиканти, акробати, велись бесіди за столом. Встати з дивана щоб піти в туалет було проти традицій застілля. Невелика частина вищого стану використовувала іноді блювотні засоби під час тривалих прийомів. Після головної страви приносили жертви ларам, як правило м'ясна жертва, пиріг і вино. Пиріг часто був пофарбований шафраном.
За словами Плінія принадність обідів в Траяна в Центумцеллах становили музика, читання вголос і «приємна бесіда».

## Напої та культура пиття
Крім води, що з близько 300 року до н. е. стала в Римі гарної якості, також пили mulsum, суміш з вина і меду, а також вино, яке зазвичай розбавляли водою. Також існував рецепт сучасного глінтвейна — Conditum Paradoxum, суміш з вина, меду, перцю, лаврового листа, фініків, мастикової смоли і шафрану, яка кілька разів варилася і вживалася гарячою або холодною. На comissatio, пиятики, яка влаштовувалася після вечері обирався «цар», який встановлював пропорції суміші вина і води, а також скільки кожен присутній мав випити.

## Їжа в різних країнах
Склад селянської їжі залежав і від загальних, і від приватних умов: падіж худоби, неврожай, смерть головного працівника могли звести міцний селянський двір до рівня майже жебрацького.
Катон[уточнити] давав своїм рабам солоні маслини, оцет і дешеві рибні консерви. Селяни також вживали в їжу маслини, а також овочі та фрукти.
У раціон бідного міського населення в основному, так само як у селян і рабів, входив хліб і овочі. Пліній[уточнити] називав город «ринком бідняка». Ремісники їли боби, додаючи до них капусту і буряк, яку перси називали «плебейським овочем» (3. 114). До скромному обіду плебея ставилася дешева солона риба і бобова каша з салом. Таку кашу, так само як солону рибку і димлячі ковбаски, продавали в Римі прямо на вулицях рознощики, яких посилали зі своїм товаром господарі харчевень.
Бідняки, які утворювали «похоронні товариства» (лат. collegium funeraticium), відзначали пам'ятні для товариства дні, наприклад, дні народження покровителів товариства і день його заснування святковими обідами. Розпорядники таких обіду повинні були мати по чотири «людей всякого чину» (членами товариства могли бути і раби, і вільні) і заготовити амфору гарного вина, і, відповідно до числа членів, хлібців вартістю два аси кожен, і сардинок по чотири штуки на людину.

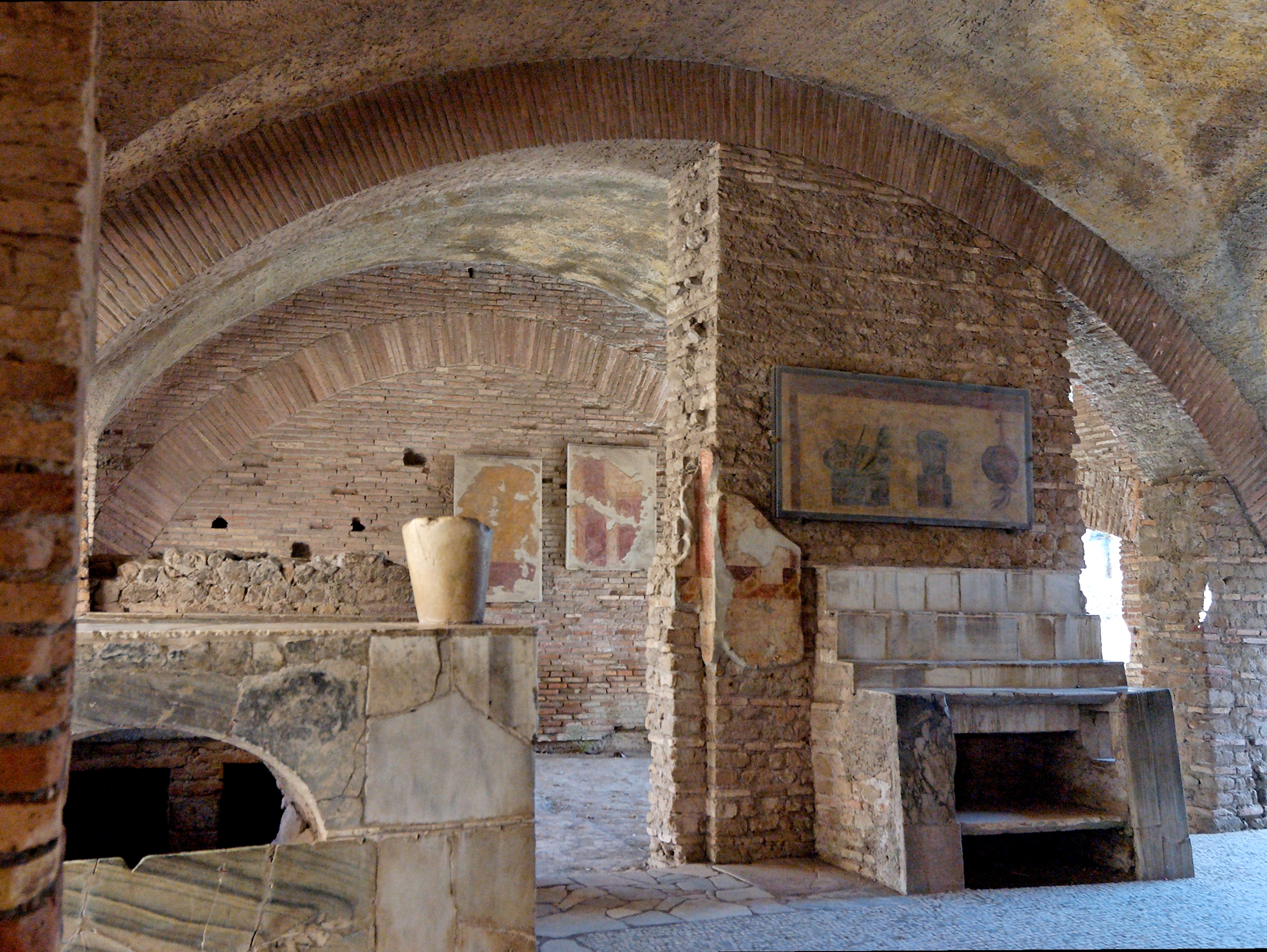
Термополій — харчевня і бар. Остія

Легіонери пили напій «поска», тому що вживання вина їм було заборонено.

## Продукти харчування
Римляни також займалися городництвом, де жінки вирощували «грошові овочі», пізніше з'явилися промислові городи, де працювали фахівці-городники, що вміли виводити «капусту таких розмірів, що вона не містилася на столі у бідняка».
Деякі міста були відомі своїми продуктами, наприклад, в Венафро і Кассіно виготовлялася першосортна оливкова олія, в Помпеях було велике виробництво гаруму, з Піцена поставлялися в Рим найкращі сорти столових маслин, в долині річки По і Галлії виробляли чудове копчене сало, свинину і шинку.
На столі римлянина стали з'являються також заморські продукти: гарум з Іспанії, рибні консерви з Єгипту, африканська дичина і східні прянощі — перець, товчений і в зернах, імбир, кардамон, кориця. За словами Сенеки, «На столі тепер впізнають тварин з усіх країн».
Молочні продукти, поросята і ягнята, домашня птиця та яйця надходили з навколишніх приміських маєтків, городники та садівники Лація і Кампанії посилали овочі та фрукти, з області вестинов (Центральна Італія, на північний захід від самніт), з Умбрії і Етрурії — сири, ліси близько Цімінського озера (нині Lago di Ronciglione) в Етрурії, і ліси під Лаврентія постачали в достатку дичину.

## Швидке харчуванняв Римі
- Каупона
- Попіна[en]
- Термополій

## Розкіш бенкетів
У літературі I ст. н. е. часто описуються розкішні обіди, що відрізнялися достатком і грубістю вдач.
Багатий чоловік запрошував до себе на обід клієнтів, але господар і гості їли різну їжу — звичай, яким обурювалися і Пліній Старший і його племінник, але який, мабуть, міцно укорінився.
Вірону, герою 5-й сатири Ювенала, були подані прекрасний хліб з найкращого сорту пшеничного борошна, омар «за парканом з спаржі, звідки він виставляє свій хвіст, дражнячи запрошених», краснобородка, спіймана близько Корсики або Тавроменія, мурена з Сицилійської протоки, гусяча печінка, «вгодована курка завбільшки з гусака» і дикий кабан, «гідний рогатини золотокудрого Мелеагра». Гості в цей час гризли запліснявілі шматки черствого хліба, поливали капусту олією, що годилося тільки для ліхтарів, а крім того, отримали кожен по одному річковому раку з половинкою яйця, вугрів з Тібру, «родичів довгому вужеві», напівобглоданного зайця і яблука в чорних плямах — з тих, які кидають погризти вченій мавпі.

## Ненажерливість
Сенека обурювався:
| … Нишпорити по морських глибинах, бити тварин, щоб перевантажити шлунок, і виривати раковини на невідомому березі найвіддаленішого моря! Так занапастять боги тих, чия обжерливість жене людей за межі такої величезної імперії! Вони хочуть, щоб для їх розкішних страв полювали за фази; терплять, щоб їм доставляли птахів від парфян, які ще не зазнали покарання. Все і звідусіль звозять для пересиченого череводогідництва: далекий океан надсилає те, що насилу приймає шлунок, засмучений ласощами. |

## Столове начиння

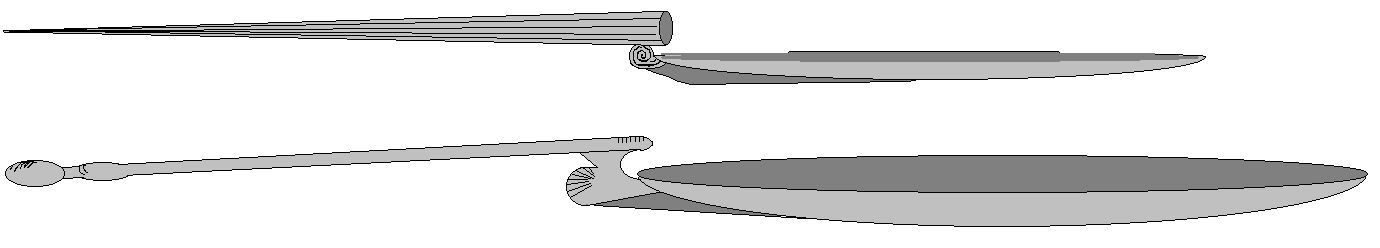

## Давньоримська і сучасна кухня
У наш час дуже важко повторити страви римської кухні, описані в рецептах Апіція, тому що в його рецептах майже відсутні дозування, точно невідомі деякі інгредієнти, наприклад, соус гарум, який можна було купити в готовому вигляді, деякі приправи більше недоступні. Однак, існують перевидання книги Апіція зі спрощеними рецептами.

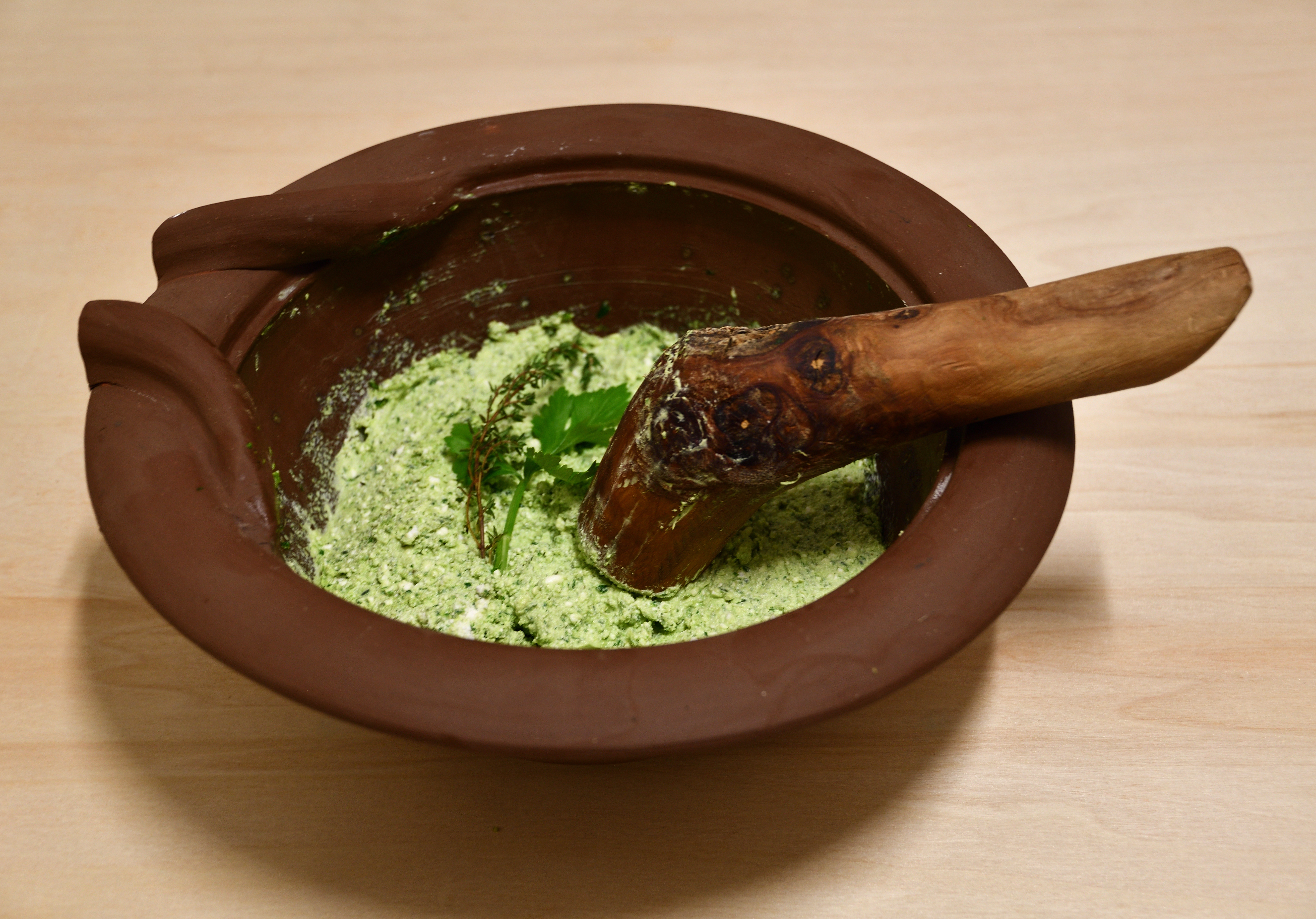
Моретум, приготований за античним рецептом

## Античні куховарські книги
Верхи кухарського мистецтва вважалося вміння «подати на стіл страву в такому вигляді, щоб ніхто не зрозумів, що він їсть»
Майже всі дійшли до наших днів рецепти походять з книги Марка Ґавія Апіція, гурмана першої половини I століття н. е. Апіцій написав принаймні дві кулінарні книги — загальну і про соуси, які постійно заново перевидавалися з новими рецептами і швидше за все були об'єднані в кінці IV століття в одну книгу під назвою «De re coquinaria». З 478 збережених рецептів 300 належать Апіцію, були узяті з трактатів про селянство, книгах про дієти і т. і. Способи приготування страв описані досить коротко, в них описано приготування м'яса та риби, солодких страв, соусів і овочів. У книзі описуються недорогі і складні розкішні страви, такі як трюфелі або страви з нутрощів.

## У мистецтві
- Фрески з Помпеї

В літературі
- Петроній, «Cena Trimalchionis» з Сатирикону.
- Вірш «Моретум», який приписують Вергілію, зображає реалістичну картину з життя бідного римського селянина[21].
- Пріап — короткі вірші, в яких постійно згадуються сади і городи «бідних господарів»[7].

## Історичнні джерела
- Марк Порцій Катон: «De agri cultura»
- Колумелла: «De Agricultura»
- Вінідарій[en]: збірка рецептів «Apici excerpta a Vinidario»
- Deipnosophistae[en] з довгим рапсодичним переліком видів чизкейків і поетів, які їх оспівували (книга XIV, ch. 54).